# Гелен фон Денніґес
Гелен фон Денніґес (нім. Helene von Dönniges; в шлюбах Раковіца (Racowitza), Фрідман (Friedmann) і фон Шевич (von Schewitsch); 21 березня 1843, Берлін — 1 жовтня 1911, Мюнхен) — німецька письменниця і акторка.

## Біографія
Перша дитина в сім'ї Вільгельма фон Денніґеса, дипломата на службі кронпринца Максиміліана Баварського, і його дружини Франціски, до шлюбу Вольф. Коли батько позбувся посади при дворі, сім'я проживала в Ніцці, де Гелена прославилася як королева балів і закохалася в лейтенанта Отто Пауля фон Крузенштерна, внука дослідника Адама Йоганна фон Крузенштерна. Батько став проти цього зв'язку і відіслав Гелен після заручин з Отто фон Ренненкампф в кінці 1861 року до бабусі в Берлін.
У Берліні Гелена заручилась із юним валахом Янко Грегором фон Раковіца, але скасувала заручини після знайомства з Фердинандом Лассалем. 1864 року відбулися заручини Денніґес і Лассаля, яким противився батько Гелен. Зрештою Денніґес відмовилася від Лассаля і скасувала заручини, через що Лассаль викликав її батька на дуель. Колишній наречений Гелен Раковица прийняв цей виклик на дуель замість старого Денніґеса і важко поранив Лассаля. Через три дні Лассаль помер від ран. Ці обставини викликали сенсацію в суспільстві: для соціалістів Денніґес стала «вбивцею», а Раковіца переслідувався. Влітку 1865 року Раковіца і Денніґес одружилися в Валахії. Раковіца помер того ж 1865 року і був похований в Ніцці.
Денніґес вирушила до Берліна, мріючи про акторську кар'єру. 3 січня 1868 року вона одружилася зі своїм вчителем Зіґвартом Фрідманом. В театрі дебютувала тільки 1871 року на сцені Шверинського придворного театру. З Мекленбурга з чоловіком переїхала до Відня, де користувалася швидше своєї колишньою славою, ніж акторською, і стала моделлю для Ганса Макарта. Влітку 1873 року розлучилася. Денніґес продовжувала виступати під ім'ям «принцеса фон Раковіца», незабаром зникла і з'явилася в Санкт-Петербурзі, познайомившись з соціалістом Сергієм фон Шевич, з яким одружилась. 1877 року з Шевич вирушила в США, де працювала акторкою, а чоловік працював в «Нью-Йоркській народній газеті». Денніґес в США не вистачало звичного аристократичного стилю життя, 1890 року подружжя повернулося в Європу і з 1892 року проживали в Мюнхені. Чоловік став відомий як літератор, а Денніґес зайнялася теософією і опублікувала кілька романів і спогади про роман з Лассалем. Після 1905 року подружжя виявилися в складному економічному становищі, яке змусило Шевича зайнятися шахрайством з векселями та іншими кримінально караними діяннями, проте він помер 27 вересня 1911, уникнувши судового переслідування і покарання. Гелен фон Денніґес покінчила життя самогубством через чотири дні, прийнявши морфій.

## Твори
- Ererbtes Blut. Roman in zwei Büchern, Berlin тисячі вісімсот дев'яносто дві
- Gräfin Vera. Roman in drei Theilen, München тисяча вісімсот вісімдесят два
- In maiorem dei gloriam, Berlin 1911
- Meine Beziehungen zu Ferdinand Lassalle, 1. Auflage Berlin 1879
- Von anderen und mir. Erinnerungen aller Art, Berlin 1909
- Praktisch-theosophische Winke von einer Okkultistin, Leipzig 1904
- Wie ich mein Selbst fand. Äußere und innere Erlebnisse von einer Okkultistin, Berlin тисячі дев'ятсот одна
- Die Geheimlehre und die Tiermenschen in der modernen Wissenschaft, in: Lucifer-Gnosis, hg. v. Rudolf Steiner, H. 29.30,31, 1906